# محرم في العراق
المُحَرَّمُ الحَرَام(ملاحظة 1) شَهْرٌ من الشهور الإسلامية المهمة المقدسة عند الشيعة؛ حيث جرت فيه أحداث معركة كربلاء، واستشهادُ الحُسَينِ بْنِ علي ثالثِ أئمة الشيعة الٱثنَيْ عَشَر، وأحداثٌ ووَفَياتٌ أُخَرُ لشخصيات شيعية مهمة وقعت فيه؛ فهو شهر المحرم الحرام فترة من الحزن والحداد عند الشيعة حول العالم، تقام فيه مجالس عزاء كثيرة لإحياء ذكرىٰ استشهاد الإمام الحسين وأهلِه في عاشوراءَ وفي الأيام الأُخَر من هذا الشهر، تبدأ من الأول من المُحَرَّم، والعاشر من المحرم هو اليوم الأهم، وتنتهي بعد الأربعين في 20 صَفَر أو 28 صَفَر حيثُ وفاةُ النبي محمد على وَفْق بعض الروايات، وتتنوع عادات ومظاهر الاستذكار بين مِنطقة وأخرى في العالم، خصوصًا في العراق.

## لمحة تاريخية
منذ أن سقط دم الحسين وأهل بيته وأنصاره وهم يرفعون راية رفض الظلم أصبحت كربلاء قبلة الثوار وعاشوراء مشعلًا ينبر درب الثائرين ومنذ ذلك اليوم إنطلقت الشعائر الحسينية التي تمثل إمتدادًا لثورة الحسين بن علي وترسخت تلك الثورة في قلوب وعقول الجماهير جيلًا بعد جيل وأصحبت القضية الحسينية رمزًا للثورة على الظلم ونورًا للحقيقة فأخد الناس هذه القضية تنديداً بالحكومات والقوى المتكبرة في كل عام يحيون بها الشعائر الحسينية عبر التاريخ وأخذ إحياء تلك الشعائر يتطور شيئا فشيئا في مختلف دول العالم من قصائد رثائية ومسيرات إستذكارية ومجالس عزائية.
سجل التاريخ أول إستذكار لحادثة إستشهاد الحسين ومن معه كانت بعد أربعين يومًا من وقوع حادثة كربلاء حين زار جابر الأنصاري قبور شهداء المعركة سيرًا على الأقدام وأقام العزاء هناك كما أنه يعد أول من زار قبر الحسين وأنصاره بعد إستشهادهم ويعرف ذلك بالأربعين الحسيني، لكن الرويات الدينية تشير إلى إن النبي محمد إول من أقام مجلس عزاء للحسين وكان ذلك قبل وفاته.
وكان التوابون أول من أقام العزائات في عاشوراء بشكل علني ومتكرر كما إنهم أول من رفع شعار الثورة على الأمويون في الكوفة بعد ثورة الحسين إذ تمثل ثورة التوابون إمتداد فعلي مباشر لثورة الحسين رافعين شعار «يا لثارات الحسين». بعد قمع ثورة التوابين سار المختار الثقفي على نهجهم وعمل على ثورة للإنتقام ممن شارك في معركة كربلاء ضد جيش الحسين رافعًا نفس شعار التوابون ونجح في ذلك وأقام له دولتًا علوية في العراق وأحياء نهج ال البيت وعمل على إعمار مراقد الحسين وأهله وإقامة المجالس والعزاء لهم في البيوت مع تجمع حشود ضخمة حول قبر شهداء كربلاء لإحياء تلك الشعائر، لكن ذلك لم يدم طويلًا إذ سرعان ما خسر المختار في المواجهة مع الزبيريون وإنتهى به المطاف مقتولاً في الكوفة على يد مصعب بن الزبير.
وفي عصري الأموي والعباسي لم تحضى أجواء المحرم بشعبية علنية ولم يستطيع الشيعة بأن يعبروا عن الحزن تعبيرًا كاملًا إذ تعرضت شعائر عاشوراء للمنع والإضطهاد وحتى القتل لمن يقوم بعمل مجلساً عزائياً خوفًا من حول تلك الأجواء إلى دعوة سرية للثورة على الدول الحاكمة آنذاك.
وفي العصر البويهي استطاع الشيعة لأول مرة من إقامة العزاء الحسيني بشكل كامل وعلني في بغداد حيث خرج الناس إلى الشوارع وأغلقت الأسواق ونصبت المآتم ونظمت المواكب ولبس السواد ووضعت الجرار لسقي الماء ثم سار الناس حفاة الأقدام حاسري الرؤوس إلى كربلاء لزيارة قبر الإمام الحسين وكذلك فعل أهالي كربلاء حتى التقوا عند قبر سيد الشهداء الحسين بن علي فأقاموا مواكب العزاء بشكل كامل وعلني وكان ذلك في يوم عاشوراء من عام (353هـ/963م) في أيام معز الدولة البويهي الذي كان أول من جعل مراسيم العزاء الحسيني عادة تتبع سنوياً في بغداد، وكانت هذه الفترة من أهم الفترات في تاريخ نشوء وتطور الشعائر الحسينية لأنها أقيمت لأول مرة بشكل علني فقد أصبح الطريق معبّداً أمام الشيعة لإعلان شعائرهم بدون رقيب حيث كانت تمارس قبل ذلك بشكل سري ومحدود.
وحين جاء السلاجقة وقضوا على البويهيين أعلنوا الحرب على هذه الشعائر وصار الشيعة يتخذون احتياطاتهم لإقامة العزاء الحسيني.
وفي هذه الفترة ظهرت قراءة 'المقاتل' على المنابر والمقتل هو قراءة قصة مقتل الحسين بن علي وأهله بشكل رثائي وبطريقة النعي وكان ذلك في زمن ابن نما الحلي ثم السيد بن طاووس وضمها ضمن منهج المجالس الحسينية.
وعند مجيء الصفويون إلى السلطة وسيطرتهم على العراق تغير وضع أقامة الشعائر إذ اعطوا للشيعة مطلق الحرية في ممارسة شعائرهم كما جددو بناء مراقد الشيعة في كربلاء وغيرها وبدأ عصر جديد للشيعة ودخلت في عهدهم العديد من الطرق والأشكال في مراسيم إحياء عاشوراء.
ولكن ما إن جاء العثمانيون وسيطروا على الحكم في العراق حتى بدأت تصدر أوامر وفتاوى ضد الفكر الشيعي وعلى إثرها مُنع إقامة العزاء الحسيني فاضطر الشيعة إلى إقامة مجالس العزاء في البيوت بصورة سرية بالرغم من المنع الذي فرضته السلطات والعقاب الذي ينتظرهم جرّاء مخالفتهم لأي فعل يصدر من الحكومة، وفي عهدهم جرت غزوات عديدة من قبل أتباع الحركة الوهابية على كربلاء وماجاورها من مدن عراقية أشهرها الهجوم الذي حصل عام 1802 أذ كان لهذه الأحداث الأليمة التي أعادت مأساة كربلاء عليهم مرة ثانية من حزنهم وغضبهم وتمسكهم بالشعائر الحسينية فأفرغوا فيها ما أعتمل في صدورهم من غضب في خطبهم وقصائدهم ومراثيهم التي امتزجت بشعائر العزاء الحسيني.
كان الوالي العثماني على العراق داود باشا والذي حكم من (1817-1831) من أشد الولاة الذي صدرت في عهده تضييقات على الشيعة وقد مُنع إقامة العزاء الحسيني وقد اضطر الشيعة آنذاك إلى إقامة مجالس التعزية في السراديب بعيداً عن العيون والأسماع
بعد الإطاحة بالمماليك وسقوط داود باشا تولى الحكم علي رضا باشا الذي تطلبت سياسته في ذلك الوقت استمالة الشيعة بعد عهود القهر والتسلط التي مارسها من سبقه عليهم، فكانت هناك فسحة لإقامة الشعائر الحسينية مما أعطى دافعاً قوياً لتطوّرها وانتشارها فامتدت إقامة المجالس الحسينية بعد ذلك إلى المساجد والمدارس الدينية وأضرحة الأئمة، وفي ذلك الوقت نشأت مواكب المسيرات الشعبية للطم والعزاء وكان أول موكب هو للشيخ محمد باقر أسد الله المتوفي سنة 1840 في الكاظمية، أما في كربلاء فإن أول من موكب للطم كان بأشراف آية الله الشيخ محمد جواد البلاغي وعنه أخذت وتوسعت إلى ما هي عليه الآن.
واستمرت مجالس العزاء والمواكب وبقيت الشعائر الحسينية تمارس بعد حكم الوالي علي رضا إذ كان الولاة بعده على خطه حتى جاء مدحت باشا الذي حاول منع هذه الشعائر ولكن محاولته باءت بالفشل.، فقد ترسّخت هذه الشعائر وأخذت طابعاً جماهيرياً وخاصة في المدن المقدسة لدى الشيعة كالنجف وكربلاء والكاظمية، فإلى جانب مجالس التعزية أقيمت مواكب اللطم وضرب الزنجيل والتطبير والتشبيه وكما شُهد إقامة أول عزاء 'ركضة طويريج' في كربلاء يوم عاشوراء عام 1885. إذ كان قرن ال19 ميلادي فترة تطور طرق إقامة الشعائر الحسينية وظهرت فيها العديد من الأمور التي تستخدم في العزائات والتي مازالت نشاهدها تمارس إلى الآن ضمن مراسيم إحياء المحرم الحرام، إذ كانت مراسيم العزاء قبل ذلك تكتفي بإقامة المجالس وإستذكار حادثة كربلاء بشكل رثائي ونشر السواد وزيارة كربلاء لمن إستطاع فحسب.
كما شهد آواخر هذا القرن ظهور فكرة الحسينية أو المأتم الذي هو عبارة عن دار تقام فيه المناسبات الدينية، والعزاءات الحسينية في عاشوراء ومن هنا جاء إسمها، حيث أول حسينية بنيت في العراق كانت في منطقة الكاظمية في بغداد عام 1876 وأول حسينية في كربلاء كانت عام 1906 واول حسينية شيدت في النجف هي الحسينية الشوشترية عام 1884م،  وأصبحت تنتشر الحسينيات في عموم مدن العراق شيئًا فشيئًا.
وإستمرت العزاءات حتى نهاية الحكم العثماني وبداية الإستعمار الإنجليزي ومن ثم قيام دولة العراق الحديث حين نصبت الملكية في العراق عام 1921 حيث أعلن يوم عاشوراء عطلة رسمية في البلاد.
شهد فترة العراق الحديث وقوع صدامات بين الجماهير المقيمة لتلك الشعائر الحسينية وبين الحكومات العراقية المتعاقبة، ومن أشهرها محاولة المنع عام 1928 وفي عام 1958 سقطت الملكية وبدأت حقبة الجمهورية التي سمحت للشيعة إقامة تلك الشعائر بكل أريحية حتى وصول حزب البعث إلى السلطة حيث منع منعًا باتًا من إقامة إي حشد عزائي أو ممارسة مراسيم عاشوراء في أي شكل من الأشكال وفي عام 1977 منعت السلطات آنذاك من أداء المشاية أو مسيرة الأربعين الأمر الذي أدى إلى نشوب انتفاضة صفر، وصولًا إلى تولي صدام حسين السلطة في العراق حيث كان عهده أشد العهود التي مرت على الشيعة وجرت في فترة حكمه العديد من الإنتفاضات والمعارضات ضده منها انتفاضة الصدر الأولى والانتفاضة الشعبانية وانتفاضة العراق 1999 ومنعت جميع العادات والشعائر التي كانت تقام في المحرم وصفر وأعدم وهجر العديد من مراجع ووجهاء الشيعة المرتبطين بتلك المراسيم خوفًا من تحول الحشود العزائية إلى حركة ثورية ضد نظام الحكم آنذاك.
بعد عام 2003 تشكلت حكومة عراقية جديدة وعادت ممارسة الشعائر الحسينية بكل أنواعها بعد مدة زمنية من المنع، وظهر عام 2006 نظام العتبات  المسؤولة على المراقد الدينية والتي أصبحت مسؤولة عن تنظيم مراسيم المحرم وأصبحت التجمعات في عاشوراء والأربعين بشكل أضخم مما كانت عليه في السابق تقودها المواكب الحسينية، وصار يأتون الشيعة من مختلف دول العالم لزيارة كربلاء بمسيرات مليونية.

## شعائر دينية

### العشر الأوائل من المحرم
يبدأ نشر السواد في اليوم الأول من المحرم وتبدأ المواكب الحسينية في تقديم الخدامات من مأكل ومشرب وماشابه وكذلك تنتشر مجالس العزاء في أغلب بيوت وحسينيات وقاعات الشيعة في العراق ويقيمون اللطم وإلقاء القصائد الحزينة وكذلك إقامة التطبير للبعض وتزدحم المراقد الدينية بالزائرين وتستمر في أول عشرة أيام من المحرم حتى يوم عاشوراء، وينسب يوم وليلة السابع من المحرم بيوم أبو الفضل العباس بن علي وتكثر المناسبات والعزائات بحقه وكذلك حال مع الأيام الأخرى قبيل عاشوراء حيث تنسب ليلة ويوم الثامن للقاسم بن الحسن وليلة ويوم التاسع لعلي الأكبر بن الحسين.

### عاشوراء
يكون يوم العاشر من المحرم عطلة رسمية في البلاد حيث تعطل المدارس والجامعات وتغلق المتاجر والدوائر الحكومية وجميع مظاهر العمل، ويعم الحزن ويستبعد كل ما يتعلق بالفرح والزينة وماشابه وكذلك يستبعد الطبخ في البيوت وهناك من استحب الصيام في هذا اليوم في حين يكون المشهور بين الشيعة لا صيام في هذا اليوم لأن الحزن والصوم لا اجتماع بينهم كما يرى أكثر علمائهم، ويجتمع الملايين العراقيين ومن خارج البلاد في كربلاء لإحياء ذكرى واقعة الطف وإستشهاد الحسين بن علي وأهله وأنصاره وقراءة مقتل الإمام الحسين وتبدأ مراسيم ركضة طويريج في ظهر عاشوراء وتستمر حتى العصر، وكذلك تنصب خيام مؤقتة في أماكن مخصصة خارج العتبة الحسينية وتحرق بعد ساعات تصويرًا لحادثة حرق الخيام التي جرت في أواخر معركة كربلاء بعد مقتل الحسين، فضلًا عن القيام بالكثير من الأعمال والعبادات وقراءة الأدعية والقران والزيارات في هذا اليوم.

### أيام المحرم الأخرى
تسمى ليلة الحادي عشر من المحرم بليلة الوحشة والشموع والدموع حيث يتم إشعال الشموع في الطرقات وفي مرقد الحسين والعباس وغيرها من المراقد الدينية وإطفاء الأنوار عادة تعبيرًا لمواساتهم لوحشة شهداء كربلاء وغربة سبايا الحسين، بعد عاشوراء يبدأ عزاء بني عامر قادمًا من البصرة إلى كربلاء الذي يعد من أكبر العزائات العراقية في المحرم ويتميز هذا العزاء عن غيره من العزائات هو إرتدائهم زيًا موحدًا باللون الأبيض وإنهم لا يأكلون من أي موكب آخر وأنه يعد أكبر عزاء من حيث العدد والخدمات تقريبًا لذا يخصص له يومًا لزيارة مرقدي الحسين والعباس، ويصادف يوم 12 المحرم خروج سبايا الحسين من الكوفة إلى الشام ويوم 13 المحرم يسمى بيوم بني أسد وذلك لسبب ورود قبيلة بني أسد ودفنت أجساد قتلى معركة كربلاء مع إشراف أهل الحسين المتبقين في السبايا حيث تكثر العزائات في هذا اليوم، وكذلك يصادف يوم 19 المحرم دخول سبايا أهل الحسين إلى الشام ويوم 25 المحرم ذكرى شهادة علي بن الحسين كذلك يكون هذا اليوم مقدس لدى الشيعة ويقام فيه الحداد ومجالس العزاء وطبخ الثواب و26 المحرم ذكرى شهادة علي بن الحسين المثلث بن حسن المجتبى.

### ما بعد المحرم
تستمر مظاهر الحداد من المحرم إلى صفر حيث يكون بداية هذا الشهر نقطة إنطلاق مسيرة مشاية الأربعين التي تستمر لأسابيع ويحضرها عشرات الملايين من الشيعة حول العالم حيث يبدأون بالسير على الأقدام نحو كربلاء وتكون الطرق مجهزة بالمواكب التي تقدم للزائرين المأكل والمبيت والخدمة، وتكون مسيرة الأربعين هي أكبر تجمع بشري سنوي سلمي في العالم، كما يكون للحكومة العراقية دورًا في تأمين خطة زيارة الأربعين لكل عام.
وللملحوظية إن مجالس العزاء لاتنتهي طيلة أيام المحرم وصفر، لكن تكون هناك أيامًا مخصصة لإقامة تلك العزائات كالعشر الأوائل ويوم شهادة علي بن الحسين ويوم شهادة رقية وغيرها وصولًا إلى يوم وفاة النبي الأكرم في اليوم الأخير من أيام الحداد.
تنتهي مراسيم العزاء ويفتك السواد بعد ذكرى وفاة النبي محمد في 28 صفر وفقًا للمصادر الشيعية وذلك بعد شهرين متواصلين من مظاهر الحداد.

## عادات وتقاليد

### فعاليات
تتنوع أشكال ومظاهر طرق إحياء المحرم وصفر من مدينة لأخرى في العراق، ومن أبرز صور تلك العادات:
- عزاء المشق: عادة نجفية الأصل، وهي عبارة عن إصطفاف لجمع من الناس يكونون على شكل صف واحد أو شقين متقابلين، ولعل من هنا جاء أسمها، ومن ثم يحملون السيوف ويلوحون بها أثناء تحركهم مع دقة الطبول المعروفة التي يحملونها عادة في وسط المشق، تبدأ هذه المراسم من الأول من المحرم وتستمر لعشرة أيام، ويتم تنظيمها من قبل المواكب الحسينية.[30]
- عزاء المشاعل: هي عادة عراقية تمارس في مدينة النجف على وجه الأخص وما جاورها من نواحِ، والمشعل عبارة عن خشبة أو حديدة يتفرع منها عددًا من الرؤوس ويتم إشعالها بالنار ومن ثم حملها والطواف بها حول مرقد الإمام علي ويحملون معها السيوف والرايات ويرددون عبارات حسينية ويدقون الدمامات، تقام في ليلة السابع والثامن والتاسع من المحرم، وتنظمها المواكب الحسينية.[بحاجة لمصدر]
- التشابيه: أي التمثيل لواقعة الطف ومقتل الإمام الحسين وأهله وأنصاره، وسط جماهير من الناس في أماكن مخصصة، ويتم أيضًا إحضار بعض الدواب التي إقترنت بمعركة كربلاء كالخيل والجمل في بعض الأحيان وكذلك حمل مجسمات وصور تمثل أحداث واقعة الطف كحمل الرؤوس المجسمة وحرق الخيام وماشابه، وغالبًا ما تقام التشابيه بشكل رمزي من أجل الإستذكار والبكاء وليس شرط تمثيلًا دقيقًا.[31]
- عادات منوعة: كالتطبير، والتطيين، وضرب الزنجيل، ومسيرات المواكب، والرباطات الحسينية، وتستعمل كذلك بعض الآلات الإيقاعية مع أغلب مراسم العزاء كالدمام والطبل والنقارة وعزف البوق والمزمار ودق الصنوج وغيره.[32]

### أكلات
من الأكلات والأطعمة التي تقدم في شهر المحرم على وجه الأخص:
- صينية القاسم: هي عبارة عن صينية يتم وضع بها أنواع الحلويات والأطعمة الصغيرة وبعض المجسمات كالشموع والبخور وكف العباس وأقمشة خضراء وبيضاء ودمى رمزية وماشابه، تؤدى في ليلة الثامن من المحرم المنسوبة للقاسم.[33]
- القيمة: هي أكلة عراقية تشتهر بطبخها في الشوارع والبيوت في المحرم بشكل كبير إذ إقترن إسمها مع شهر المحرم وقد لا يخلو حي في مدينة عراقية ولا يوم من شهر المحرم وصفر من طبخها وتوزيعها كثواب، وتكون القيمة النجفية هي الأشهر أنواع القيمة.[34]
- أكلات أخرى: كالزردة، والهريسة، والآش، والفسنجون، والسياح، وخبز العباس، وشاي أبو علي، والماش وغيره.

## المواكب الحسينية
المواكب الحسينية هي عبارة عن مجاميع جماهيرية من الناس ينصب لهم مكان مخصص في حسينية أو خيمة داخل المدن ويقدمون الخدمات للزائرين ويوزعون الثوابات، وعادة ما يكون أصحاب المواكب هم كبار العائلات والأسر أو المدن والمحلات المعروفة، تبدأ المواكب الإستعداد لإفتتاحها قبل المحرم وتفعل خدماتها في العشر الأوائل من المحرم وتعاود تفعيل خدمتها في أيام مسيرة الأربعين حيث تنقل أماكنهم للطرق المؤدية لكربلاء من كل مدينة في مكان مخصص لهم يقيمون فيه كل عام ويزداد عددها في أيام الأربعين بعشرات الآلاف كما ظهر في آخر إحصائية، وهناك من يفتتح موكبه طيلة أيام المحرم وصفر، وتكون أسماء المواكب بأسماء دينية متعلقة بآل البيت وأهلهم وأصحابهم، وفي الغالب لا تخلو عائلة عراقية شيعية من موكب خاص بهم يخدمون فيه، ويعود الفضل لأهل المواكب في مراعاة العادات من تطبير وتشابيه ومسيرات وينظموها وكذلك يطبخون مختلف أنواع الآكلات ويوزعوها بالمجان قربانًا لآل البيت، ويقيمون مجالس العزاء في الحسينيات وتلقى فيها القصائد الحسينية الرثائية من قبل الرواديد، يسمى المجلس العزاء الحسيني للرجال شعبيا في العراق بالتعزية، ويسمى المجلس العزاء الحسيني للنساء بالقراية، ويكون لهن لطم خاص بهن تلقي فيه مرأة تسمى الملاية، ويختلف كل موكب عن الآخر في خدمته وشهرته وتنظيمه وكبر حجمه وعدد أصحابه وأهميته بين الناس. وفي الوقت الحاضر ظهرت فكرة جديدة تسمى الهيئات والتي هي عبارة عن موكب حسيني مطور كبير يكون له أكثر من مكان ويقدم مختلف الخدمات ويرعى عددًا من الحسينيات والأماكن التي يخدمون فيها. ويوجد نوع من المواكب صغيرة تسمى التكايا وهي عبارة عن خيمة أو مائدة صغيرة تقام في الأزقة والشوارع قرب البيوت ويرعاها أناس بسطاء أو الأطفال والقُصّر حيث يقدمون فيه خدمة بسيطة للمارة.
ومن أشهر المواكب الحسينية العراقية:
- موكب النجف الأشرف - النجف
- موكب بني عامر - البصرة
- موكب الأحزان - السماوة
- موكب احرار الحسين - الديوانية
- موكب جمهور الحيدرية - كربلاء
- موكب شباب حامل لواء الحسين - كربلاء
- موكب ال ماجد - الكاظمية 1918
- موكب الجمهور - الكاظمية 1920
- موكب طرف الحويش - النجف 1928
- موكب طرف البراق - النجف 1816
- موكب طرف المشراق - النجف 1814
- موكب طرف العمارة - النجف 1817
- موكب الغدير - العمارة
- موكب سبايا كربلاء - ذي قار
- هيئة شباب القاسم - ذي قار
- موكب عزاء أهالي الكريمات - بغداد
- موكب شباب أبي يعلي - الحمزة الغربي
- موكب عزاء فاطمة الزهراء - الكوت
- موكب شباب القاسم - الحلة
- موكب بني أسد - كربلاء والبصرة

## هوامش
- ملاحظة 1 «المُحَرَّم» بإضافة «أل» التعريف إليه، ويشيع الخطأ في حذفها منه، فيُقال: «محرم»، وهذا خطأ بالإجماع، فهو في العربية والروايات والأحاديث بـ «أل» التعريف، وقيل الأشهر المحرمة أربعة، لذلك عُرِّفَ هو ومُيِّزَ بإضافة «أل» إليه.